# Koga (Fukuoka)
Koga (jap. 古賀市, -shi) ist eine Stadt in der Präfektur Fukuoka, Japan. Sie liegt nordöstlich von Fukuoka.

## Geographie
Koga liegt westlich von Kitakyūshū und östlich von Fukuoka.

## Geschichte
Die Stadt Koga wurde am 1. Oktober 1997 gegründet.

## Verkehr
- Straßen:
  - Kyūshū-Autobahn
  - Nationalstraße 3: nach Kitakyūshū oder Kagoshima
  - Nationalstraße 495

## Weblinks

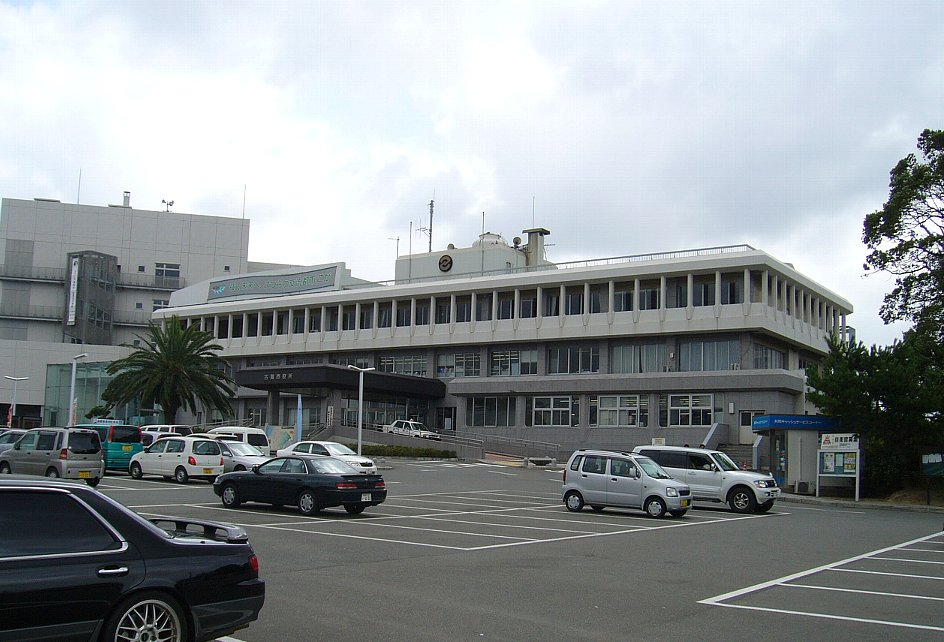
Rathaus von Koga

## Söhne und Töchter der Stadt
- Hiromu Shinozuka (* 1979), Manga-Zeichnerin

## Angrenzende Städte und Gemeinden
- Fukutsu
- Miyawaka
- Hisayama
- Shingū